# Anna Citkowska-Kimla
Anna Patrycja Citkowska-Kimla (ur. 29 stycznia 1973 w Krakowie) – polska politolożka, ekspert ds. historii doktryn politycznych i prawnych, historii myśli politycznej, szczególnie niemieckiej od XVIII do XXI wieku oraz współczesnych doktryn i ruchów politycznych.

## Kariera naukowa
W 1998 roku ukończyła studia w zakresie nauk politycznych, w 2001 roku z filologii polskiej i w 2004 z filozofii na Uniwersytecie Jagiellońskim. Obroniła doktorat w dziedzinie nauk humanistycznych, dyscyplinie nauk o polityce w 2003 roku na podstawie pracy pt. „Państwo, religia, historia. Filozofia polityczna Friedricha von Hardenberga (Novalisa)”. Habilitację uzyskała w 2011 roku na podstawie opracowania pt. „Romantyzm polityczny w Niemczech. Reprezentanci, idee, model”. Tytuł profesora otrzymała w 2023 roku.
W 2001 roku przebywała na stypendium im. J. W. von Goethego w Jenie. W 2008 ponownie prowadziła badania w Uniwersytecie Friedricha Schillera w Jenie. W roku 2001 była gościnną wykładowczynią na Uniwersytecie Wiedeńskim. W latach 2004–2005 została laureatką Rektorskiego Funduszu Stypendialnego. Gościła na uniwersytetach: Parisa Lodrona w Salzburgu, Loranda Eötvösa w Budapeszcie, Karola i Ruprechta w Heidelbergu, na Uniwersytecie Padewskim, we Freie Univeristät Berlin. W 2023 roku otrzymała tytuł profesora. Pracuje w Instytucie Nauk Politycznych i Stosunków Międzynarodowych na Wydziale Studiów Międzynarodowych i Politycznych Uniwersytetu Jagiellońskiego. Jest członkiem Rady Dyscypliny – Nauki o Polityce i Administracji oraz Komisji Środkowoeuropejskiej Wydziału II Historyczno-Filozoficznego Polskiej Akademii Umiejętności.

## Wybrane publikacje
- Państwo, religia, historia. Myśl polityczna Novalisa – Friedricha von Hardenberga, Dom Wydawniczy Rafael, Kraków 2006.
- Romantyzm polityczny w Niemczech. Reprezentanci, idee, model, Wydawnictwo Księgarnia Akademicka, Kraków 2010.
- Między sercem a rozumem. Romantyzm i realizm w polskiej myśli politycznej, pod red. A. Citkowskiej-Kimli, Piotra Kimli, Katarzyny Konik, Emila Antipowa, Kraków 2017.
- Politische Ideen deutschsprachiger Denker im 20. Jahrhundert. Von Karl Jaspers bis Golo Mann, Kraków 2018.
- Polska w oczach sąsiadów, sąsiedzi w oczach Polaków. Stosunki polsko-czeskie, pod red. A. Citkowskiej-Kimli, Piotra Kimli, Katarzyny Flagi, Emila Antipowa, Kraków 2018.
- Poland in the Eyes of Neighbors, Neigbors in the Eyes of Poles. Polisch-Slovak Relations, pod red. A. Citkowskiej-Kimli, Piotra Kimli, Magdaleny Cyran, Agnieszki Mazur, Kraków 2019.
- M. Sobolewski, Faszyzm i komunizm. Wybór pism, wyboru dokonała, oprac. i wstępem opatrzyła A. Citkowska-Kimla, Kraków 2020.
- Poland in the Eyes of Neighbors, Neighbors in the Eyes of Poles. Polish-German Relations, ed. Anna Citkowska-Kimla, Piotr Kimla, Magdalena Cyran, Agnieszka Kluba, Kraków 2021.
- Autobiografia jako narzędzie badań historyka idei. Casus „Wspomnień niezależnego” Richarda Pipesa, „Studia nad Autorytaryzmem i Totalitaryzmem” nr 43 (2), Wrocław 2021.
- Emanzipation durch Erziehung: die galizischen Frauenrechtsaktivistin Anastazja Dzieduszycka (1842-1890), „HAPSc Policy Briefs Series”, 2022.